# Typhlachirus lipophthalmus
Typhlachirus lipophthalmus — вид камбалоподібних риб родини язикових (Soleidae).

## Поширення
Вид мешкає у солонуватих водах у гирлі річки Саравак на північному заході острова Калімантан (Саравак , Малайзія). Відомо лише про дві знахідки цього виду: у 1882 році (коли було описано вид) та у січні 2018 році.